# Stelmachowo (województwo mazowieckie)
Stelmachowo – wieś w Polsce położona w województwie mazowieckim, w powiecie warszawskim zachodnim, w gminie Leszno. 
Wieś wchodzi w skład sołectwa Trzciniec.
W latach 1975–1998 miejscowość położona była w województwie warszawskim.